# Tony Cascio
Anthony Cascio – detto Tony – (Gilbert, 28 marzo 1990) è un ex calciatore statunitense, di ruolo centrocampista.

## Carriera
Comincia a giocare a calcio nella squadra del liceo per poi passare a giocare al college per l'Università del Connecticut.
Viene selezionato dai Colorado Rapids al primo giro nel SuperDraft del 2012. Debutta in MLS il 10 marzo 2012, nella vittoria dei Colorado Rapids contro i Columbus Crew.